# Eriogonum temblorense
Eriogonum temblorense là một loài thực vật có hoa trong họ Rau răm. Loài này được J.T.Howell & Twisselm. mô tả khoa học đầu tiên năm 1963.